# Хеллер, Агнеш

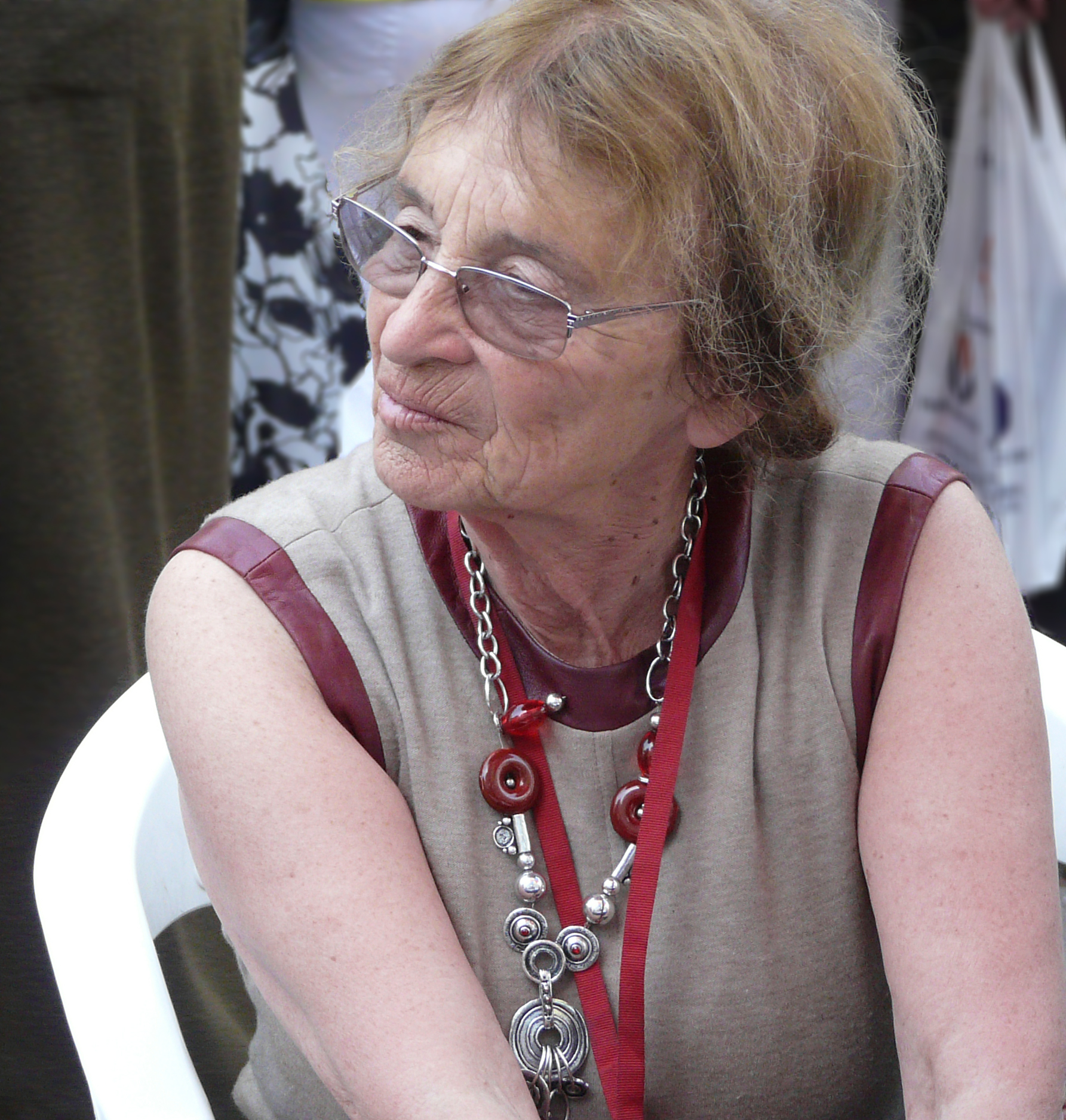
Хеллер

Агнеш Хеллер (венг. Heller Ágnes; 12 мая 1929, Будапешт — 19 июля 2019, Балатоналмади, Венгрия) — венгерский марксистский философ. Профессор кафедры New School for Social Research в Нью-Йорке. Жена Ференца Фехера. Доктор философских наук (DSc, 1968), хабилитация (1995). Член Венгерской академии наук (1995, чл.-корр. 1990).

## Биография
Во время Второй мировой войны была с родителями интернирована в гетто, откуда отец был отправлен в концентрационный лагерь Освенцим, где погиб. Агнеш с матерью удалось выжить. Находясь в сионистском молодёжном лагере, вступила в коммунистическую партию (1947). Училась в Будапештском университете. Кандидат наук (1955).
Преподавала в Берлинском университете, Университете Турина, Университете Сан-Паулу, Нью-Йоркской Новой школе социальных исследований.

## Признание
- 1995 — премия Ханны Арендт
- 1995 — Премия Сеченьи
- 2004 — Командорский крест со звездой ордена «За заслуги перед Республикой Венгрия»
- 2006 — премия Соннинга
- 2008 — Медаль Карла Крамаржа[3]